# 플로레스워티피그
플로레스워티피그(Sus heureni)는 멧돼지속에 속하는 우제류의 일종이다. 남아시아에서 발견된다. 술라웨시워티피그의 아종(Sus celebensis floresianus)으로 간주하기도 한다.